# Montret
Montret is een gemeente in het Franse departement Saône-et-Loire (regio Bourgogne-Franche-Comté) en telt 686 inwoners (2005). De plaats maakt deel uit van het arrondissement Louhans.

## Geografie
De oppervlakte van Montret bedraagt 14,5 km², de bevolkingsdichtheid is 47,3 inwoners per km².
De onderstaande kaart toont de ligging van Montret met de belangrijkste infrastructuur en aangrenzende gemeenten.

## Demografie
Onderstaande figuur toont het verloop van het inwonertal (bron: INSEE-tellingen).